# Flat Rock, Ohio
Flat Rock är en ort i Seneca County i delstaten Ohio, USA.